# Hrulgo
Los hrulgos son bestias ficticias pertenecientes a los libros de fantasía Crónicas de Belgarath y Crónicas de Mallorea, de David Eddings.
Los hrulgos son depredadores similares a caballos que habitan en las montañas de Ulgoland. Son más fuertes, inteligentes y rápidos que sus primos domesticables, tienen dientes afilados, y garras en lugar de pezuñas. Al igual que los caballos salvajes, forman manadas muy unidas, lideradas por un único semental.
Cuando el dios Torak utilizó el Orbe de Aldur para agrietar el mundo, los hrulgos, al igual que otros seres no humanos, se volvieron locos. Debido a esto su comportamiento es violento e imprevisible, y por lo tanto no son domesticables.
- Datos: Q6445100